# Monte Averau
Der Monte Averau ist ein 2649 Meter hoher Berg in der Nuvolaugruppe in den Ampezzaner Dolomiten. Er befindet sich nordwestlich der etwas niedrigeren Nachbarberge Monte Nuvolau und Monte Gusela. Die Berggruppe liegt zwischen dem Falzaregopass und dem Passo di Giau im Grenzgebiet der Kommunen Cortina d’Ampezzo und Colle Santa Lucia. Von beiden Pässen führen Routen auf den Berg. Nordöstlich befinden sich die Cinque Torri.

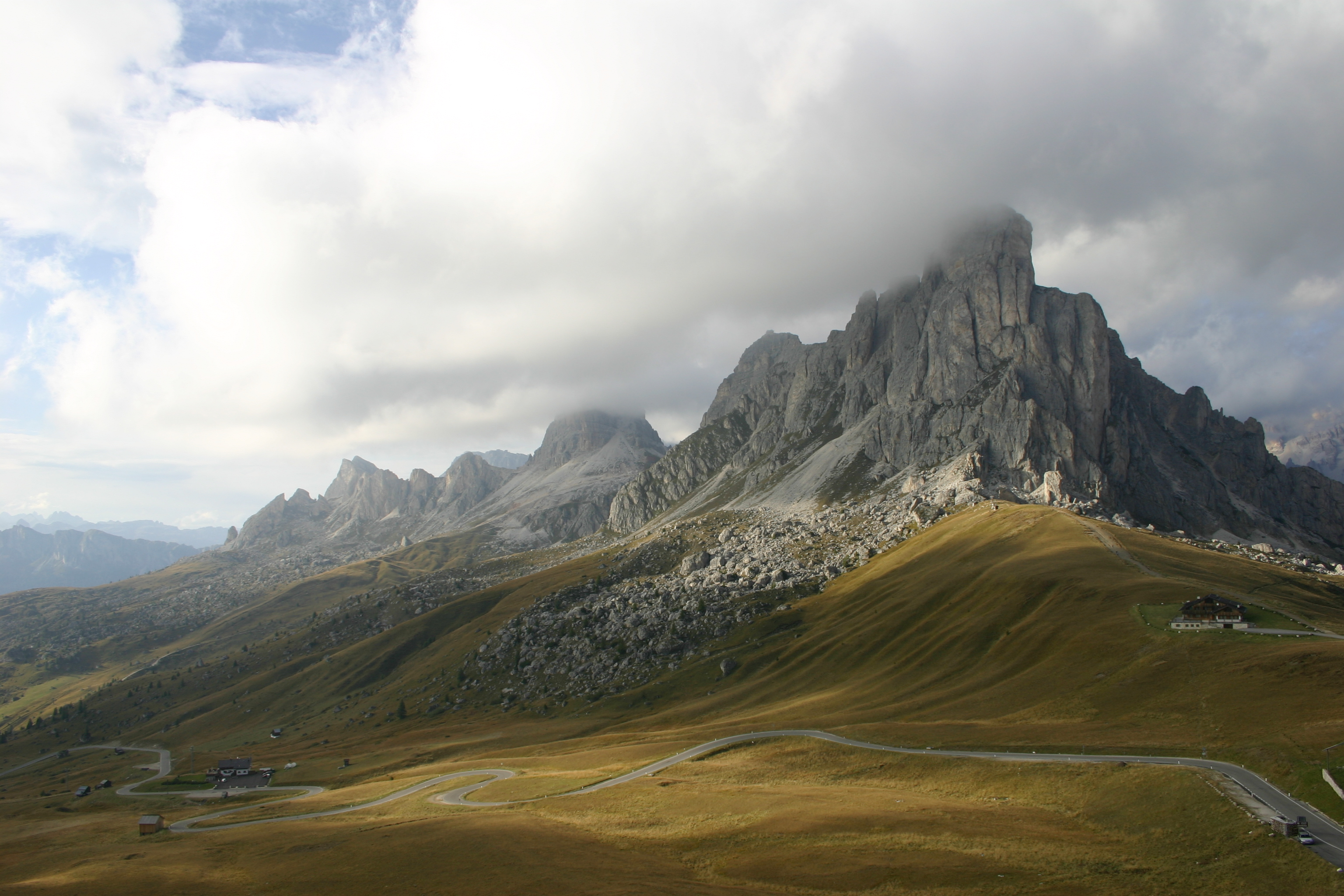
Nuvolaugruppe von oberhalb des Passo di Giau: Der Monte Averau liegt links vom Monte Gusela (vorne) und Monte Nuvolau

Südöstlich des Gipfels befindet sich auf einer Höhe von 2416 Metern die zum Monte Nuvolau abgrenzende Scharte Forcella Nuvolau mit dem Rifugio Averau, eine Berghütte. Sowohl von Süden als auch von Norden führen Sessellifte bis zur Scharte mit der Averau-Hütte. Im Nordwesten grenzt die Forcella Averau (2435 m) den Averau von der Croda Negra (2519 m) ab. Wanderwege zwischen beiden Scharten führen sowohl an der Nord- als auch an der Südseite an seinem Gipfelstock vorbei.
Die Rundumsicht vom Gipfel des Monte Averau schließt den westsüdwestlich gelegenen Gletscher der Marmolada, im Westen den Col di Lana und dahinter die Sellagruppe und im Norden die Tofane ein. Im Osten werden jenseits von Cortina d’Ampezzo und des Valle del Boite die Cristallogruppe und Sorapiss sichtbar, im Süden die Civetta. Die Fernsicht im Norden reicht bis zum österreichischen Alpenhauptkamm. Der Gipfel ist im Vergleich zu anderen berühmten Aussichtsbergen  einfach zu erreichen. Die Normalroute führt vom nördlich gelegenen Passo di Falzarego in etwa zwei Stunden auf den Gipfel. Er beginnt an einem Parkplatz an der Strada Statale 48 delle Dolomiti. Vor dem Gipfel ist ein „kurzer, mäßig schwieriger Klettersteig“ zu bewältigen.
Der Dolomiten-Höhenweg Nummer 1, auch Klassischer Weg genannt, führt am Monte Averau entlang, eine Variante beinhaltet den Weg zur Hütte mit anschließendem Abstieg an der Ostseite des Berges und Durchschreitung der Via Ferrata am Monte Gusela.